# Juan Pando
Pour l’article homonyme, voir Pando.
Juan Pando Despierto, né à Madrid en 1943 est un historien et photographe espagnol.

## Biographie
Juan Pando est né au sein d'une famille comptant des militaires. C'est le fils d'un photographe, Juan Pando Barrero ; il recevra ainsi une triple formation, non seulement historique et militaire mais encore celle d'un photographe professionnel. Sa thèse El mundo militar a través de la fotografía: España y el hecho internacional 1861-1921: Valores estéticos, sociológicos y políticos, lui permet d'obtenir le doctorat.
Juan Pando est l'auteur, également, d'une œuvre importante dans le domaine de la photographie, qui, avec celle de son père, est le cœur des Archives Pando, conservées aujourd'hui à l'Institut du patrimoine historique espagnol.
L'œuvre de Juan Pando tourne autour de deux axes principaux :
- L'histoire militaire contemporaine, et en particulier les guerres de l'Espagne en Afrique du Nord.
- L'image, et surtout la photographie comme moyen de transmission de valeurs esthétiques, sociologiques et politiques.

Il a également traité des sujets collatéraux comme la présence d'hispano-américains et de philippins dans les guerres africaines et, surtout, il a réalisé une étude monumentale sur la politique humanitaire d'Alphonse XIII pendant la Première Guerre mondiale qu'il publiera avec le titre Un rey para la esperanza.
Francophile et lusophile notoire, Pando défend le rapprochement de l'Espagne avec la France et le Portugal
En sus de ses livres, Pando a produit nombre d'articles dans les plus importantes revues espagnoles.

## Publications
- Un rey para la esperanza : la España humanitaria de Alfonso XIII en la Gran Guerra, Madrid, Temas de Hoy, 2002.  (ISBN 8484601889)
- Hombres de América que lucharon en África: argentinos, antillanos y españoles en la guerra de Marruecos (1921-1927), y antecedentes de esa fraternidad sociomilitar, Madrid, Casa de América, 2000  (ISBN 84-88490-28-3)
- Historia secreta de Annual, Marid, Temas de Hoy, 1999  (ISBN 84-7880-971-6)
- Medios acorazados : diseño, estrategia y función, Madrid, Ejército de Tierra. Estado Mayor. Servicio de Publicaciones, 1991

## Crédit d'auteurs
- (es) Cet article est partiellement ou en totalité issu de l’article de Wikipédia en espagnol intitulé « Juan Pando Despierto » (voir la liste des auteurs).